# Cosmosoma protus
Cosmosoma protus är en fjärilsart som beskrevs av Druce 1894. Cosmosoma protus ingår i släktet Cosmosoma och familjen björnspinnare. Inga underarter finns listade i Catalogue of Life.